# Старим добрим літом
«Старим добрим літом» (англ. In the Good Old Summertime) — американський мюзикл, римейк фільму 1940 року «Крамниця за рогом». Фільм є екранізацією п'єси Міклоша Лазло 1937 року.

## Сюжет
Добрий старий Чикаго на межі дев'ятнадцятого і двадцятого століть. На розі однієї з тихих вулиць розташувався затишний магазинчик музичних інструментів Оберкугена. Магазином вже багато років керує сам пан Отто Оберкуген. Старший керуючий і головний продавець Ендрю Делбі Ларкін — симпатичний молодий чоловік, закоханий у дівчину, з якою веде тривале листування.
Цей хлопець ніколи не бачив свою кохану і не знає її справжнього імені, йому знайомий тільки її поштовий номер 237, їх роман зав'язався через газетне оголошення про анонімне спілкування. В один прекрасний день дівчина на ім'я Вероніка Фішер влаштовується продавцем нот та інструментів, і буквально з перших хвилин різко підвищує рівень продажів, реалізувавши дивного вигляду арфу і цей факт, досить-таки сильно, зачіпає Ендрю. Між молодими людьми починається взаємна неприязнь, вони просто починають ненавидіти один одного.
Невідомо, чим би закінчився цей конфлікт, якби одного разу перед Різдвом Ендрю не дізнався, що Вероніка і є та дівчина, кому він писав свої добрі й ніжні листи.

## У ролях
- Джуді Гарленд — Вероніка Фішер
- Ван Джонсон — Ендрю Делбі Ларкін
- С. Ц. Сакалл — Отто Оберкуген
- Спрінг Баїнтон — Неллі Барк
- Клінтон Сандберг — Руді Гансен
- Бастер Кітон — Гікей
- Марсія Ван Дайк — Луїс Парксон